# Меде, Петра
Петра Мария Меде (род. 7 марта 1970, Стокгольм, Швеция) — шведская телеведущая, комик и шоумен.

## Биография
Петра выросла в шведском Гётеборге. Её карьера на телевидении началась в 2005 году. Она известна по своим ролям в нескольких юмористических шоу и как ведущая многих телепрограмм.
Меде свободно говорит на шведском, английском, испанском и французском языках.
В 2009 году она была ведущей шведского отбора на Евровидение — Мелодифестивалена 2009. Тогда же она была выбрана лучшим комиком-женщиной в Швеции.
Петра была ведущей конкурса Евровидение-2013, который прошёл в Мальмё. Через три года она стала ведущей конкурса Евровидение-2016 (совместно с Монсом Сельмерлёвом), который прошёл в Стокгольме. В мае 2024 года, совместно с Малин Акерман стала ведущей конкурса Евровидение-2024, который прошёл в Мальмё.

## ТВ-шоу
- Евровидение-2025
- Евровидение-2024
- Евровидение-2016[5]
- Евровидение-2013
- Maestro (2013)
- Maestro  (2011)
- Guldbaggegalan (2011)
- Välkommen åter (2010)
- Petra Mede Show (2010)
- Cirkus Möller (2010)
- Roast på Berns (2009)
- Snillen snackar (2009)
- Мелодифестивален (2009)
- Musikmaskinen (2008)
- Det sociala spelet (2008)
- Morgonsoffan (2008)
- Hjälp! (2008)
- Dubbat (2008)
- Parlamentet (2007—2009)
- Extra! Extra! (2007—2008)
- Stockholm Live (2007)